# هدف (فیلم ۲۰۰۴)
هدف (به هندی: Lakshya)فیلمی محصول سال ۲۰۰۴ و به کارگردانی فرهان اختر است. در این فیلم بازیگرانی همچون آمیتاب باچان، هریتک روشن، پریتی زینتا، شاراد کاپور، اوم پوری، سوشانت سینگ، راجندرانات زوتشی، بومان ایرانی، لیلیت دوبی، رانویر شوری، آمریش پوری ایفای نقش کرده‌اند.